# Caesar (sclav)
Caesar (n. 1737, Bethlehem House⁠(d), New York, SUA – d. 1852) a fost o persoană înrobită, notabilă pentru faptul că ar putea fi cea mai veche persoană născută vreodată fotografiată în viață, cu un dagherotip realizat în 1851. De asemenea, este cunoscut ca fiind ultima persoană înrobită eliberată din statul New York.

## Biografie
Caesar s-a născut, se pare, în 1737, pe proprietatea lui Rensselaer Nicoll, proprietarul domeniului Bethlehem House în Bethlehem, New York⁠(d). De-a lungul vieții sale, Caesar a trăit sub stăpânirea mai multor generații ale familiei Nicoll. La vârsta de 80 de ani, în 1817, i s-a permis să se retragă, continuând să locuiască împreună cu familia Nicoll până la moartea sa.
Deși majoritatea persoanelor înrobite din New York au fost eliberate până la 4 iulie 1827, Caesar nu a fost eliberat oficial decât în jurul anului 1841, când toate formele de sclavie au fost complet interzise în statul New York.
În 1849, artistul G.W. Woodward a realizat o schiță a lui Caesar în timp ce acesta dormea într-un scaun, însă schița s-a pierdut ulterior. În 1851, fiul ultimului său stăpân l-a convins să pozeze pentru un portret dagherotip, una dintre cele mai vechi imagini fotografice ale unui afro-american. Dagherotipul a devenit cunoscut sub numele de Dagherotipul lui Caesar: Un sclav. O notă atașată acestui portret menționa: „Caesar , născut sclav al lui Van R. Nicoll în 1737, în Bethlehem, N.Y., unde a murit în 1852. Ultimul sclav care a murit în Nord. Acest dagherotip a fost realizat în 1851.”
Caesar a murit în 1852, la vârsta de aproximativ 115 ani, conform inscripției de pe mormântul său de marmură din New York. Nu există dovezi contemporane care să confirme cu certitudine vârsta sa. Singura dovadă documentară este recensământul din 1850, care îl listează drept „Cesar Nicholls”, în vârstă de 110 ani. Dacă vârsta sa ar fi confirmată, Caesar nu ar fi doar una dintre cele mai vechi persoane fotografiate (depășindu-i pe Conrad Heyer⁠(d), John Adams și alți astfel de pretendenți), dar și una dintre cele mai longevive persoane din istoria Americii.